# راسيل تشيني
راسيل تشيني (بالإنجليزية: Russell Cheney)‏ هو رسام أمريكي، ولد في 16 أكتوبر 1881، وتوفي في 12 يوليو 1945.